# Asphondylia ziziphorae
Asphondylia ziziphorae är en tvåvingeart som beskrevs av Fedotova 1985. Asphondylia ziziphorae ingår i släktet Asphondylia och familjen gallmyggor.
Artens utbredningsområde är Kazakstan. Inga underarter finns listade i Catalogue of Life.